# Associazione Sportiva Calcio Dilettantistica Ebolitana 1925 2010-2011
Questa pagina raccoglie le informazioni riguardanti l'Associazione Sportiva Calcio Dilettantistica Ebolitana 1925 nelle competizioni ufficiali della stagione 2010-2011.

## Risultati

### Serie D

#### Poule scudetto
| 29 maggio 2011 Giornata 1 | Aprilia | 1 – 3 | Ebolitana |  |

| 4 giugno 2011 Giornata 2 | Ebolitana | 2 – 2 | Arzanese |  |

| Arbitro: | Rasia (Bassano del Grappa) |

|                                         |                      |                              |
| Fantini 17’                             | Marcatori            | 26’ (aut.) Sentinelli        |
| Fantini Buelli Lodi Sentinelli Mazzotti | Tiri di rigore 4 – 2 | Palumbo Sekkoum Toscano Izzo |